# Віто Аккончі
Віто Аккончі (англ. Vito Acconci; 24 січня 1940, Нью-Йорк — 27 квітня 2017, там же) — впливовий американський перформер, автор інсталяцій та відеоробіт, чия різноманітна практика включала скульптуру, архітектуру та ландшафтний дизайн. Його перформанс і відеоарт характеризується «екзистенційним занепокоєнням», ексгібіціонізмом, дискомфортом, трансгресією (виходом за межі) та провокацією, а також дотепністю та зухвалістю, часто передбачав перетин кордонів, таких як державне — приватне, угода — незгода, і реальний світ — світ мистецтва. Вважається, що його творчість вплинула на таких художників як Лорі Андерсон, Карен Фінлі, Брюс Науман, Трейсі Емін та інших. Спочатку Аккончі цікавився прогресивною поезією, але наприкінці 1960-х він почав створювати перфоманси під впливом ситуаціоністів на вулиці або для невеликої аудиторії, які досліджували тіло та публічний простір. Дві з його найвідоміших творів — «Following» (Слідкуючи) (1969), в якій він вибирав випадкових перехожих на вулицях Нью-Йорка і слідував за ними стільки, скільки міг, і «Seedbed» (Сім'я-ложе) (1972), в якій він стверджував, що мастурбував, перебуваючи під підлогою у галереї Sonnabend, коли відвідувачі ходили над ним і чули його.
Наприкінці 1970-х років він звернувся до скульптури, архітектури та дизайну, значно збільшивши масштаби своїх робіт. Протягом наступних двох десятиліть він створював публічні твори мистецтва та парки, зони відпочинку в аеропортах, штучні острови та інші архітектурні проєкти. Серед відомих робіт цього періоду: Personal Island (Особистий острів), Нідерланди (1994); Walkways Through the Wall (Стежка крізь стіну) Мілвокі, Вісконсин (1998); та Murinsel, у Грац, Австрія (2003). Ретроспективи творчості Аккончі були організовані Музеєм Стеделійк в Амстердамі (1978) та Музеєм сучасного мистецтва, Чикаго (1980), а його роботи знаходяться в численних публічних колекціях, у тому числі в Музеї сучасного мистецтва та Музеї американського мистецтва Вітні. Він отримав стипендії від Національного фонду мистецтв (1976, 1980, 1983, 1993), Меморіального фонду Джона Саймона Гуггенхайма (1979) та Американської академії в Римі (1986). Окрім художньої та дизайнерської роботи, Аккончі викладав у багатьох вищих навчальних закладах. Аккончі помер 28 квітня 2017 року на Мангеттені у віці 77 років.

## Життя і робота

### Освіта
Народився Віто Ганнібал Аккончі в Бронксі, штат Нью-Йорк, в 1940 році, відвідував римо-католицьку початкову школу, середню школу Нью-Йорку і коледж. У 1962 році він отримав ступінь бакалавра літератури в Коледжі Святого Хреста і ступінь магістра літератури та поезії в Університеті Айови. Він зазначив: «У моїй класній кімнаті з  дитсадка по магістратуру не було жодної жінки».

### 1960-70-ті роки
Аккончі розпочав свою кар'єру як поет, редагуючи та самостійно видаючи поетичний журнал «0 TO 9» разом з Бернадетт Майєр наприкінці 1960-х років. Випущений тиражем від 100 до 350 примірників на номер, журнал демонстрував поєднання творів поетів і художників.
Наприкінці 1960-х Аккончі переформувався на перформера та відео-артиста, використовуючи власне тіло як об'єкт для фотографії, кіно, відео та перформансу. Його перформанси та відеороботи були відзначені сильною конфронтацією та ситуаціонізмом. У середині 1970-х Аккончі спрямував свою діяльність глибше у сферу аудіо/візуальних інсталяцій.
Однією з перформативних робіт цього періоду, а можливо, його найвідомішою роботою, є Seedbed  (Сім’я-ложе) (15–29 січня 1972 р.). У цій роботі Аккончі лежав захований у підлозі галереї Sonnabend (під спеціально встановленою конструкцією), мастурбуючи та озвучуючи в гучномовець свої фантазії про відвідувачів, що ходять над ним по рампі. Однією з мотивів Seedbed було залучення публіки до виробництва роботи шляхом створення ситуації взаємного обміну між художником і глядачем.
Першим мистецтвознавцем, що написала про Аккончі була Сінді Немсер для журналу Arts Magazine у 1971 році Пізніше Немсер також взяла з ним інтерв'ю, яке стало обкладинкою Arts Magazine. У статті «Відео: естетика нарцисизму» Розалінд Краусс посилається на аспекти нарцисизму, проявлені у відеороботах Аккончі. У одному з творів Аккончі знімає, як показує пальцем на себе протягом приблизно 25 хвилин; таким чином він демонструє безглуздий жест, що ілюструє критичні аспекти твору мистецтва початку XX століття.

### 1980-ті роки
У 1980-х роках Аккончі звернувся до монументальних скульптур та масивних інсталяцій. Протягом цього періоду він пропонував глядачам створювати твори мистецтва, запускаючи техніку, яка встановлювала стіни та перегородки. Одним з найяскравіших прикладів цих «тимчасових» інсталяцій є Instant House (Дім швидкого будування), який вперше був створений у 1980 році, але повторно був виставлений влітку 2012 року в Музеї сучасного мистецтва Сан-Дієго. Пізніше, у січні 1983 року, Аккончі давав майстер-класи у коледжі Міддлбері. Там він завершив Way Station 1, яка стала його першою постійною інсталяцією. Робота викликала величезні суперечки в кампусі коледжу, і врешті-решт була спалена та знищена в 1985 році. Незважаючи на це, скульптура ознаменувала перехід у кар’єрі Аккончі від перформансу до архітектурного дизайну. Він звернувся до створення меблів і прототипів будинків і садів наприкінці 1980-х, а в 1988 році заснував Acconci Studio, яка зосередилася на теоретичному проектуванні та будівництві.
Художник зосередився на архітектурі та ландшафтному дизайні, який поєднує громадський та приватний простір. Одним із прикладів цього є «Walkways Through the Wall» (Стежки через стіну), які наче протікають через будівлі центру Вісконсину в Мілвокі, і мають місця для сидіння на обох кінцях. Прикладом такого інтересу до приватного-публічного простору є співпраця, яку він зробив з архітектором Стівеном Холлом, коли він доручив спільний проект будівництва для Storefront for Art and Architecture. Аккончі запропонував замінити існуючий фасад дванадцятьма панелями, які повертаються вертикально або горизонтально, і дають змогу відкрити (буквавльно) всю галерею на вулицю. Проект стирає межу між інтер'єром і екстер'єром і, розміщуючи панелі в різних конфігураціях, створює безліч різних можливих фасадів, і нині вважається сучасною архітектурною пам'яткою. Іншим прикладом його роботи є «Dirt Wall» (Стіна Бруду) (1992) в Скульптурному сад в Колорадо. Стіна починається за межами саду і простягається всередину, піднімаючись від рівня землі до висоти трохи більше 7 метрів (24 фути). Скляна стіна містить суміш вулканічних порід, різних типів піску, червоного доломіту та верхнього шару ґрунту, які видно крізь скляні панелі, і є спробою винести те, що знаходиться під землею нагору, а те, що знаходиться зовні, всередину.

### 2000-ті роки
У 2008 році в інтерв'ю для «Myartspace» Віто детально обговорив «Сім'я-ложе». Віто пояснив назву Seedbed і її зв'язок з перфомансом, заявивши: «Я знав, якою має бути моя мета: я повинен дати насіння, простір, у якому я перебуваю, повинен стати ложем насіння, полем насіння — а для того аби дати насіння, я повинен був мастурбувати — щоб мастурбувати, я повинен був збуджуватися».
У 2010 році Аккончі завершив будівництво Waterfall Out & In (Водоспад назовні та всередину), водної інсталяції в центрі відвідувачів очисної станції Ньютаун-Крік в Грінпойнт, Бруклін. Частина твору знаходиться в приміщенні, а частина — на вулиці.
У 2013 році Way Station1 — робота Аккончі, яка була зруйнована і спалена в 1985 році після створення для коледжу Міддлбері, була повторно встановлена у музеї коледжу.
У 2014 році Аккончі був представлений у відеосегменті, створеному Марком Санто, в якому він розповідає про кілька своїх улюблених проектів, які так і не були завершені. До прикладу скейт-парк у Сан-Хосе та музей голок в Ічіхарі, Японія. Він каже: «Я думаю, що речі які не побудуєш, це певне переосмислення, але не стільки минулого, а скільки того, що буде» — сказав він в інтерв'ю.

## Академічна кар'єра
Аккончі викладав у багатьох закладах, включаючи Коледж мистецтв і дизайну Нової Шотландії, Галіфакс; Інститут мистецтв Сан-Франциско; Каліфорнійський інститут мистецтв, Валенсія; Cooper Union; Школа Художнього інституту Чикаго; Єльський університет; Університет Айови, Інститут Пратта; і Школа дизайну Парсонса.
Перед смертю він викладав у Бруклінському коледжі на факультеті мистецтв у програмах перформансу та інтерактивного медіа-мистецтва, а також був професором Інституту Пратта на кафедрі архітектури та міського дизайну.

## Особисте життя і смерть
Аккончі був одружений з художницею Розмарі Маєр, розлучилися вони у 1960-х роках. Аккончі помер 28 квітня 2017 року в свому маєтку. Йому було 77 років. Причина його смерті не розголошується на вимогу його заповіту. У нього залишилася вдова Марія Аккончі.

## Дивіться також
- Перфоманс
- Концептуальне мистецтво